# Joel Camargo

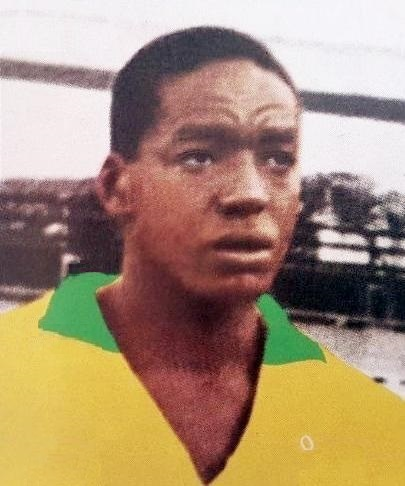
Joel Camargo, 'Mexico 70 - World Cup Story'

Joel Camargo (Santos, São Paulo, 18 de septiembre de 1946 - ibídem, 23 de mayo de 2014) fue un futbolista brasileño que jugaba como defensa.

## Clubes
| Club                 | País    | Año         |
| -------------------- | ------- | ----------- |
| Portuguesa Santista  | Brasil  | 1963        |
| Santos Futebol Clube | Brasil  | 1963 - 1971 |
| París Saint-Germain  | Francia | 1971 - 1972 |
| Saad Esporte Clube   | Brasil  | 1973        |

Jugó sólo dos partidos para el PSG antes de abandonar el club.

## Selección nacional
Joel fue un defensa de la Selección de fútbol de Brasil que ganó la Copa Mundial de Fútbol de 1970. Ganó 28 partidos internacionales con Brasil entre 1964 y 1970 (más de 10 partidos no oficiales).

## Fallecimiento
Falleció el 23 de mayo de 2014 a los 67 años, a consecuencia de una insuficiencia renal.